# Yardley Hastings
Yardley Hastings är en ort och civil parish i Storbritannien.   Den ligger i grevskapet Northamptonshire i riksdelen England, i den södra delen av landet, 90 km nordväst om huvudstaden London. Yardley Hastings ligger 79 meter över havet och antalet invånare är 745.
Terrängen runt Yardley Hastings är platt. Runt Yardley Hastings är det tätbefolkat, med 659 invånare per kvadratkilometer. Närmaste större samhälle är Northampton, 11,2 km väster om Yardley Hastings. Trakten runt Yardley Hastings består till största delen av jordbruksmark.